# Samuel Read Anderson
Pour les articles homonymes, voir Samuel Anderson (homonymie) et Anderson.
Samuel Read Anderson (17 février 1804 - 2 janvier 1883) est un homme d'affaires américain et militaire lors de deux guerres. Il est le receveur des postes de Nashville, dans le Tennessee, à partir de 1853 jusqu'en 1861 et puis, est un brigadier général confédéré au cours de la guerre de Sécession. Il commande une brigade mixte d'infanterie et de cavalerie sur le théâtre oriental en Virginie jusqu'au printemps de 1862, année où il est forcé de démissionner en raison de son mauvais état de santé. Anderson supervise plus tard les projets militaires confédérés dans le Tennessee jusqu'à la fin de la guerre.

## Avant la guerre
Samuel R. Anderson naît dans le comté de Bedford, en Virginie, fils de Robert Anderson, un ancien officier de la révolution américaine. Sa famille part pour l'ouest, d'abord sur la frontière du Kentucky, puis au Tennessee, où il étudie et grandit. Au milieu des années 1840, il se marie et devient un homme d'affaires prospère, et l'un des principaux citoyens du comté de Davidson, Tennessee.
Pendant la guerre américano-mexicaine, il aide à recruter des volontaires dans l'état pour servir dans l'armée fédérale. Il reçoit une commission de lieutenant-colonel du 1st Tennessee Volunteer Infantry Regiment et sert avec cette unité au Mexique.
Après la guerre, il retourne dans le Tennessee et travaille pour la banque du Tennessee. En 1853, il reçoit un parrainage politique pour le poste de receveur des postes de Nashville. Il sert à ce poste jusqu'à l'éclatement de la guerre de Sécession, quand il démissionne en mai 1861 pour se joindre aux forces pro-confédérés de l'État.

## Guerre de Sécession
Le 9 mai 1861, Anderson, en raison de son expérience militaire et de ses connexions politiques, reçoit une commission du gouverneur du Tennessee Isham G. Harris en tant que major général des forces provisoires de l'État. En quelques semaines, ces unités sont officiellement transférées dans l'armée provisoire des États confédérés (PACS) et Anderson devient un brigadier général confédéré le 9 juillet.
Il commande une brigade comprenant les 1st, 7th, et 14th Tennessee et d'une compagnie de cavalerie du Tennessee. Ses troupes sont transportées en Virginie occidentale, où il joue un rôle lors de la campagne de Cheat Mountain tout en servant sous les ordres de Robert E. Lee. Il est ensuite affecté dans le commandement de William W. Loring et passe l'hiver 1861-62 servant dans les montagnes de l'ouest de la Virginie, avant d'être transféré avec sa brigade pour aider aux défenses de Yorktown, en Virginie. Cependant, son état de santé s'altère avec les rigueurs du service et il démissionne le 10 mai 1862 et retourne chez lui.
Le 7 novembre 1864, Anderson reprend le grade de brigadier général, à l'âge de soixante ans, quand il accepte la nomination du président confédéré Jefferson Davis, et dirige le bureau confédéré de la conscription pour le Tennessee. Cependant, avec la plupart du Tennessee tenu par les fédéraux, Anderson est forcé d'établir son quartier général à Selma, en Alabama, pour le reste de la guerre.

## Après la guerre
Après la fin de la guerre de Sécession en 1865, Anderson est libéré sur parole et il retourne au Tennessee. Il devient un homme d'affaires important à Nashville et est actif dans les affaires des anciens combattants.
Samuel R. Anderson, meurt à Nashville, le 2 janvier 1883 et est enterré dans le cimetière de la ville de Nashville.